# Morten Meldgaard
Morten Meldgaard (født 14. november 1956 i København) er en dansk zoolog med speciale i grønlandske rensdyr og direktør for Statens Naturhistoriske Museum. I sit arbejde og forskning har han især beskæftiget sig med arktisk zoologi, ressourcer og udnyttelsen af disse i arktis samt klima og miljøhistorie.

## Karriere
Han fik sin studentereksamen fra Frederikssund Amtsgymnasium i 1976. Senere uddannede han sig til zoolog på Københavns Universitet, hvor han blev færdig i 1985 og blev senere lic.scient. i 1990 samme sted. I 1995 blev han centerleder på Historisk Arkæologisk Forsøgscenter i Lejre. Herefter blev han ansat som direktør for Dansk Polarcenter, hvor han var fra 1995-2000, hvor han blev direktør for Nordatlantens Brygge frem til 2005. Han var direktør for Dansk Ekspeditionsfond, der styrede Galathea 3-ekspitionen i to år frem til 2007, hvor han blev ansat som direktør for Statens Naturhistoriske Museum.
Siden 2005 har Meldgaard været adjungeret professor på arktisk miljøhistorie på Syddansk Universitet.
Han modtog Galathea Medaillen i 2009 og sidder i bestyrelsen på flere fonde og bl.a. Det Kongelige Danske Geografiske Selskab siden 1996 samt Middelaldercentrets bestyrelse siden 2000.